# キックスケーター協会
特定非営利活動法人日本キックスケーター協会（とくていひえいりかつどうほうじんにほんきっくすけーたーきょうかい、英:"JAPAN KICKSKATER ASSOCIATION"）は、キックスケーター普及に貢献するために設立された協会。2010年（平成22年）8月3日より特定非営利活動法人日本キックスケーター協会となる。所在地は東京都新宿区。　